# Hans-Jürgen Brunner
Hans-Jürgen Brunner (* 2. Februar 1965 in Herrieden) ist ein ehemaliger deutscher Fußballspieler und -trainer. Er absolvierte 87 Spiele (3 Tore) in der Fußball-Bundesliga und 137 Spiele (6 Tore) in der 2. Fußball-Bundesliga.
Brunner begann seine Fußballlaufbahn bei der SG Herrieden und kam 1982 zu den A-Junioren des 1. FC Nürnberg. Ab 1983 gehörte er der 2. Mannschaft des Vereins an und spielte anschließend von 1984 bis 1989 in der ersten Mannschaft. Anfang des Jahres 1990 wechselte er zu Alemannia Aachen und von dort im selben Jahr in die Schweiz zum FC Wettingen. Nach der Winterpause der Saison 1991/1992 spielte er bei TSV 1860 München. Beim VfL Wolfsburg war er von 1992 bis 1995 angestellt und wechselte von dort zur SG Wattenscheid 09, für die er bis 1996 aktiv war. Bei der SpVgg Ansbach 09 beendete er 2002 seine Laufbahn als Spieler und war dort 2004/2005 sowie 2009/2010 als Trainer tätig.